# Will Boyd
William James "Will" Boyd (født 27. april 1979), er tidligere bassist i bandet Evanescence fra USA. I 2006 blev han erstattet af Tim McCord